# 穆罕默德·阿卜杜勒穆米诺维奇·易卜拉欣莫夫
穆罕默德·阿卜杜勒穆米诺维奇·易卜拉欣莫夫（俄语：Магомед Абдулмуминович Ибрагимов，1983年8月18日—）生于苏联达吉斯坦苏维埃共和国，是一名乌兹别克斯坦男子摔跤运动员，主攻自由式摔跤。易卜拉欣莫夫于1990年开始接触自由式摔跤。他最初代表俄罗斯参加国际比赛，出战1999年世界青少年锦标赛和2000年欧洲青少年锦标赛，并在后者获得金牌。
2001年，易卜拉欣莫夫开始代表乌兹别克斯坦参赛，并初次在国际主要成年赛事登场。他在运动生涯期间参加了三届成年世界锦标赛（2001、2002、2003），最好名次为2001年世界锦标赛的第9名。他也参加了2003年和2004年亚洲锦标赛，其中2003年亚洲锦标赛获得银牌，2004年亚洲锦标赛获得金牌。
综合运动会方面，他也参加了2002年釜山亚运和2004年雅典奥运，其中2002年釜山亚运获得男子自由式96公斤级铜牌，2004年雅典奥运则在同一小项决赛上不敌俄罗斯选手Khadzhimurat Gatsalov，获得银牌。易卜拉欣莫夫职业生涯参加的最后一项国际主要比赛为2007年摔跤世界杯。